# Iberolacerta bonnali
Iberolacerta bonnali е вид влечуго от семейство Гущерови (Lacertidae). Видът е почти застрашен от изчезване.

## Разпространение
Разпространен е в Испания и Франция.